# Schlotheimia percuspidata
Schlotheimia percuspidata är en bladmossart som beskrevs av C. Müller 1899. Schlotheimia percuspidata ingår i släktet Schlotheimia och familjen Orthotrichaceae. Inga underarter finns listade i Catalogue of Life.